# 蹄迷孔菌属
蹄迷孔菌属（学名：Ungulidaedalea）是拟层孔菌科下的一个属。

## 下属物种
本属包括以下物种：
- 蹄迷孔菌 Ungulidaedalea fragilis (B.K.Cui & M.L.Han) B.K.Cui, M.L.Han & Y.C.Dai